# Hippolyte Pissard
Hippolyte Pissard (italianisé en Ippolito Pissard), né le 3 juin 1815 à Saint-Julien-en-Genevois et mort le 8 mai 1898 dans cette même ville, est un avocat et un homme politique du royaume de Sardaigne, puis du Second Empire.

## Biographie

### Origines
François-Hippolyte Pissard naît le 3 juin 1815 à Saint-Julien-en-Genevois,,. À cette date, la ville se trouve dans le département du Léman. Cette partie redevient savoyarde quelques mois plus tard à la suite du second traité de Paris (signé le 20 novembre 1815). Son père est notaire dans le bourg.

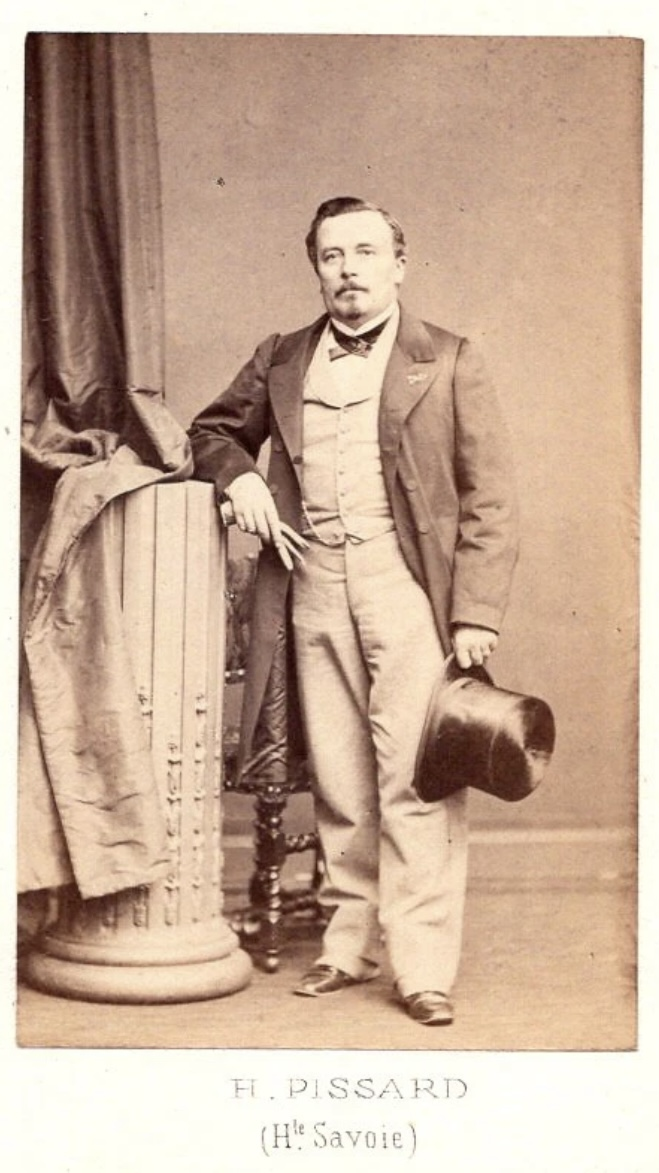
Hippolyte Pissard, avant 1860.

Après des études de droit à l'université de Turin, il obtient son doctorat à 24 ans. Il devient avocat,. Il intègre le Sénat de Savoie en 1841.

### Représentant savoyard au Parlement de Turin
La Constitution de 1848 ouvre de nouvelles perspectives politiques. François-Hippolyte Pissard entame une carrière politique. Il appartient au courant catholique conservateur. Il devient syndic de la commune de Saint-Julien-en-Genevois.
Il est élu député de la Savoie d'opposition, pour le collège de Saint-Julien, au Parlement de Turin la première fois le 9 décembre 1849 (IIIe législature). Il est réélu lors de la IVe législature. Il est remplacé en 1852 par le comte Eugène de Roussy de Sales, puis l'année suivante par le comte Charles de Viry.

### Position dans le débat sur l’avenir de la Savoie

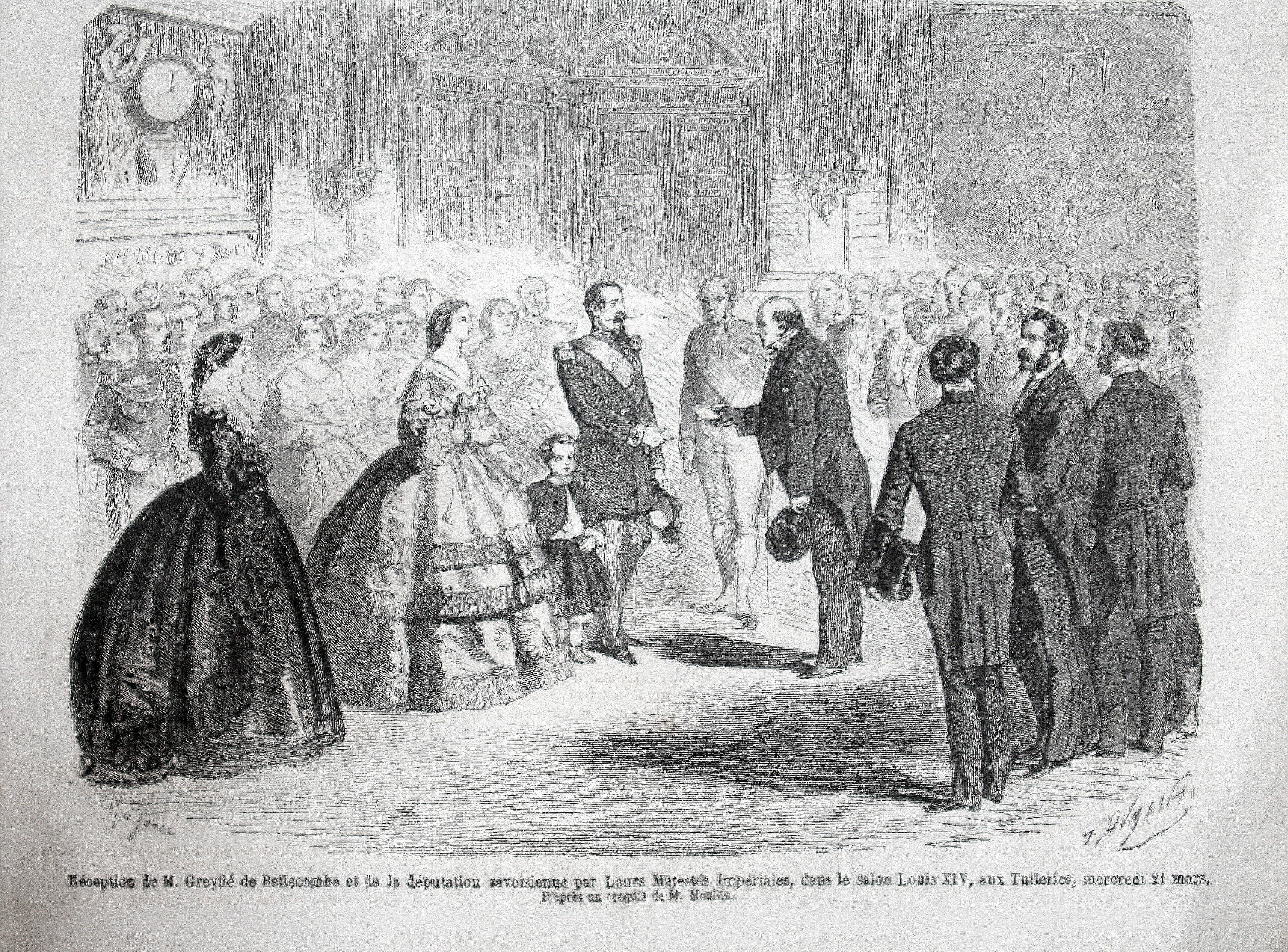
Croquis de M. Moulin, paru dans Le Monde Illustré, journal hebdomadaire, no 155, 31 mars 1860. Commentaire : Réception de M. Greyfié de Bellecombe et de la députation savoisienne par Leurs Majestés Impériales, dans le salon Louis XIV, aux Tuileries, mercredi 21 mars

Lors des débats sur l'avenir du duché de Savoie, Hippolyte Pissard fait partie, avec son collègue Joseph Jacquier-Châtrier, de ceux qui pressent le gouvernement français pour la mise en place la Zone franche.
Il fait partie de la délégation de 41 savoisiens favorables à l'Annexion de la Savoie à la France, envoyée auprès de l'Empereur. La délégation menée par le comte Amédée Greyfié de Bellecombe, comprend pour la province de Chambéry le député d'Aix Gustave de Martinel, les conseillers provinciaux Louis Bérard, Maurice Blanc, Ernest de Boigne, les barons Frédéric d'Alexandry d'Orengiani et Louis Girod de Montfalcon, ainsi que Charles Bertier, Alexis Falcoz, Pierre-Louis Besson, l'avocat Antoine Bourbon, le docteur Dardel, Jacques Prosper Degaillon, Charles François, Jacques Prosper Degaillon, Félix Gruat, Pierre Viviand, Savey-Guerraz et le major de la Garde nationale Vuagnat. La province d'Annecy est représentée par les députés Albert-Eugène Lachenal, Joseph Ginet (Rumilly) et Jacques Replat (Annecy), accompagnés par Claude Bastian (ancien député de Saint-Julien), Dufour, les barons Scipion Ruphy (Annecy) et Jules Blanc (Faverges), François Bétrix (directeur de la Banque de Savoie), le docteur Descotes, Magnin, Masset, Alexis Rollier. À noter que le Chablais, plutôt favorable à un rapprochement avec la Suisse voisine n'envoie qu'Édouard Dessaix, Félix Jordan, François Ramel et Gustave Folliet.
Il se représente pour la dernière législature (VIIe, mars 1860), alors que la question de l'avenir de la Savoie est réglée.

### Élu du Second Empire
Au lendemain de l'Annexion, il est poursuit une carrière politique. Il est le candidat officiel, catholique ultramontain, du régime impérial pour représenter la Haute-Savoie.
En 1864, il est élu conseiller général pour le canton de Cruseilles,. Il conserve son mandat jusqu'en 1871.
Il est élu pour les trois législatures du Corps législatif. À l'issue des élections législatives françaises de 1869, qu'il remporte, il est classé au centre droit.
Son action en faveur de l'union à la France lui permet d'être nommé chevalier de la Légion d'honneur en 1861, puis officier en 1869,.
De son action parlementaire, on retient le fait qu'il a été rapporteur de la loi sur les suppléments de crédits de l'exercice 1866 et membre de la commission du budget. Il vote la demande d'interpellation des 116 — « sur la nécessité de donner satisfaction aux sentiments du pays, en l'associant d'une manière plus efficace à la direction de ses affaires » — ou encore la guerre de 1870.
Hippolyte Pissard meurt le 8 mai 1898, à Saint-Julien-en-Genevois.

## Décorations
Hippolyte Pissard a été fait, :
- Chevalier de la Légion d'honneur (1861)
- Officier de la Légion d'honneur (14 août 1869)